# Nissan Primera
El Nissan Primera fue un automóvil de turismo del segmento D producido por el fabricante japonés Nissan desde 1990 hasta 2007.
El Primera es un cinco plazas con motor delantero transversal y tracción delantera. Todas las generaciones existen con carrocerías sedán de cuatro puertas, liftback de cinco puertas y familiar de cinco puertas. Todos los motores son de cuatro cilindros en línea.
Fue desarrollado para enfrentarse con los japoneses Honda Accord, Mazda 6 y Toyota Avensis, así como los modelos europeos BMW Serie 3,  Opel Vectra y Volkswagen Passat. Se fabricó en Sunderland, Inglaterra y en Japón.

## Primera generación (1990-1996)

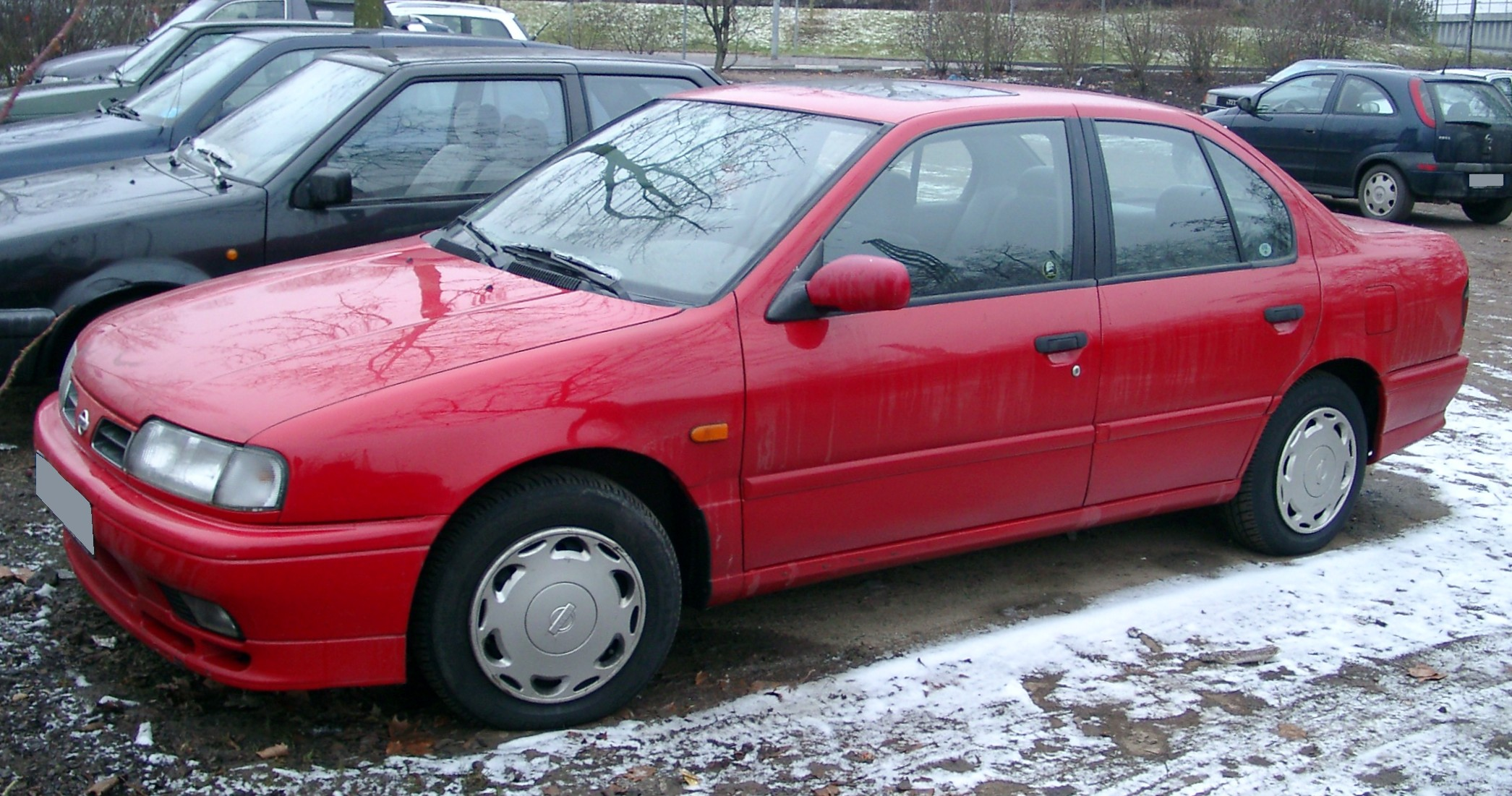
P10.

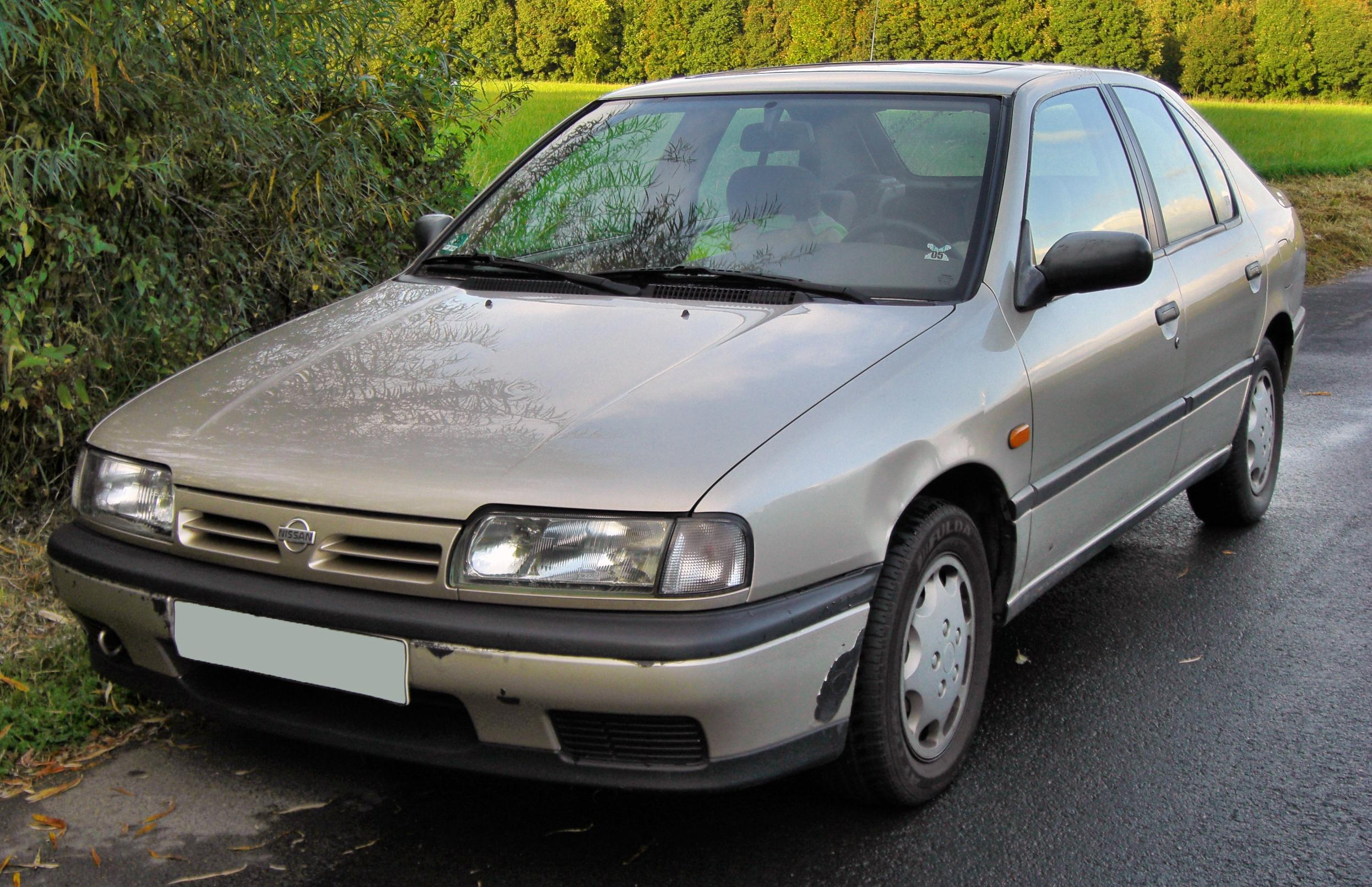
En 2009

La primera generación del Primera (código de chasis en Europa P10) fue lanzada al mercado europeo paulatinamente según mercados, desde junio de 1990 en Reino Unido, primer país europeo donde fue comercializado. A España llegó en octubre de 1990 reemplazando al Bluebird. Por el contrario en Japón, ya había sido comercializado desde marzo de 1990 con códigos de chasis P10, HP10 o HNP10 según motor y sistema de tracción. Se ofrecía con una caja de cambios manual de cinco marchas y una automática de cuatro marchas tanto en Europa como Japón.
Fueron presentados en versiones sedán de 4 puertas y hatchback de 5 puertas, todos podían ser equipados con las distintas versiones de motores. La versión familiar, con diferente código de chasis "W10" no era sino una redenominacion, solo para Europa, del Nissan Avenir, y mantenía muchas diferencias con las versiones de 4 y 5 puertas, no solo estéticas, sino una completamente distinta suspensión trasera, del tipo "Scott Rusell" y que luego se vería en el primera P11.
Nissan diseñó deliberadamente el Primera para competir en el mercado europeo. En esta línea se utilizó por primera vez en el mundo la suspensión multi-link en un vehículo de tracción delantera (FWD), se inspiraba en la del Z32. Se fabricó en dos plantas a nivel mundial, en Reino unido (Sunderland) y Japón (Oppama).
Algunos Primeras de 5 puertas fabricados en el Reino Unido fueron exportados a Japón, en concreto en versiones GT y 2.0 SLX. Se daba la particularidad de que en la factoría Japonesa, solo se ensamblaban los 4 puertas y familiar.
En los Estados Unidos la versión de este vehículo, construida en Japón, fue comercializada como Infiniti G20, como parte de la gama alta de Nissan. Esta versión también fue muy bien recibida en el mercado canadiense.
Los motores de gasolina de las versiones europeas eran un 1.6 litros GA16DS de 90 CV con carburador, 2.0 litros con inyección electrónica monopunto de 121 HP@6000 rpm y 13kgf/m @4000 rpm y un 2.0 litros con 150 CV  @7500 rpm y 15kgm/f a 4500rpm, mientras que el único diésel era un 2.0 litros de aspiración natural de 75 CV. Posteriormente, las mecánicas serían actualizadas, siendo el cambio más significativo la adopción del motor 1.6 de inyección, GA16DE. La implantación del catalizador se hizo dependiendo de las legislaciones de los diferentes estados, el 1/1/1993 todas las mecánicas ya eran catalizadas. Las versiones Japonesas contaron con mecánicas diferentes, allí la base era un 1.8 monopunto SR18DI de 110CV, posteriormente reemplazado por el multipunto SR18DE de 125CV. El escalón intermedio lo conformó un SR20DE de 150CV y el superior, vendido solo durante la etapa final, un SR20DE potenciado a 180CV que era equipado por la versión Autech, la cual era fácilmente reconocible por los prominentes spoilers delantero y, especialmente, trasero.
Los modelos y niveles de equipamiento variaban entre los modelos JDM (Mercado doméstico Japonés), europeo y norteamericano (siendo este último el que recibía solo las variantes mejor equipadas y más confortables). En la gama europea, según mercados, las versiones fueron de menor a mayor equipamiento, dependiendo del mercado y año-modelo: L, LS, GS, LX, SRi, LSX, GSX, SLX, SGX, SE y GT. En Japón: Tm, Ts y Te, si bien tuvieron notable repercusión versiones especiales como las Te-r, L Selection, S Selection o Cruise, mientras que en USA solo había dos, el estándar y el touring.
Mención aparte merecen las versiones 4x4. Fabricadas tanto en Japón (solo 4p) como en UK (tanto 4p como 5p), solo se montaron sobre motores 2.0, ya fuese el básico de 121cv o bien el de 150cv. El sobrepeso de este sistema de tracción total, llamado ATTESA, se trataba de compensar con unas relaciones de cambio más cortas. Asimismo el volumen del maletero quedaba mermado por haber de alojar el diferencial trasero bajo el mismo. También lo hacía el habitáculo, puesto que el escape debía transcurrir por el lado derecho produciéndose una elevación de suelo que limitaba notablemente el espacio apra los pies, especialmente detrás.
Dentro de las anécdotas de lo que pudo ser y no fue, destaca que los ingenieros de Sunderland llegaron a tener montado un prototipo de P10 saloon en color rojo, con acabado eGT y al que montaron un motor  SR20DET con especificaciones de 205cv, procedente de un Nissan Avenir japonés. Lamentablemente el departamento de marketing no dio luz verde a la producción de este modelo sobrealimentado.
Asimismo habría que reseñar, que de las 4 unidades de P10 Hatchcback 4x4 RHD construidas como prototipos para estudiar la comercialización del 4x4 en UK, a pesar de haber sido ordenado el achatarramiento de las mismas al descartarse la producción en serie, ingenieros y mandos intermedios de la planta logran que dos unidades, un eGT negro y un SLX, fueran vendidos a trabajadores, tras asignárseles un número de bastidor estándar que no reflejaba su condición de 4x4. En la actualidad solo consta la conservación del eGT negro en manos de un gran aficionado británico, Jimmy Sprint, quien le ha instalado un SR20DET de Pulsar GTIR.
De modo que finalmente, en UK solo hubo versiones FWD declaradas, junto a estos dos pequeños «intrusos» librados del achatarramiento en fábrica por unos pocos románticos. Las otras dos unidades AWD construidas, se encontraban muy baqueteadas por las pruebas en fábrica y sí sucumbieron a las órdenes de destrucción.

## Segunda generación (1996-2002)

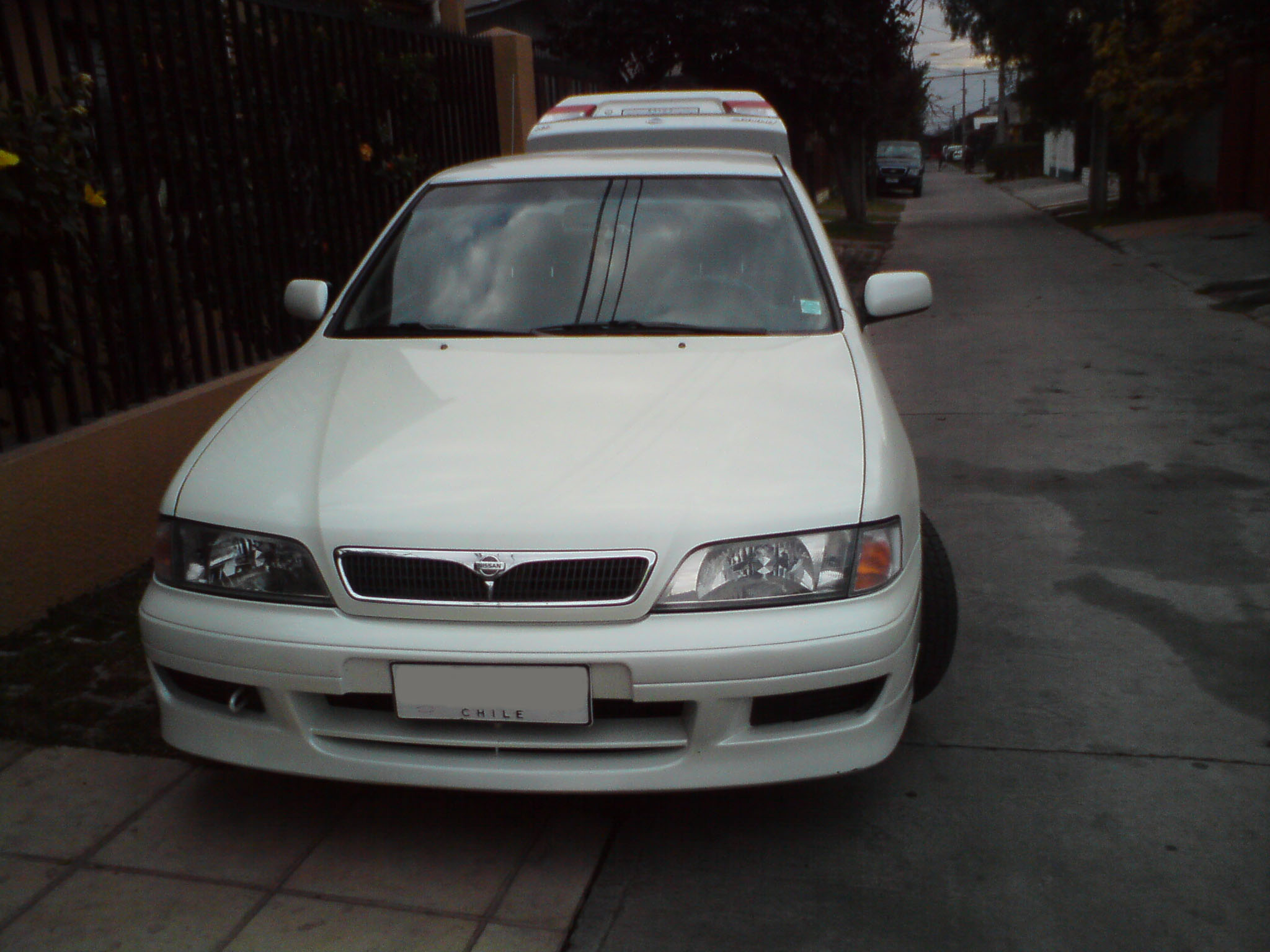
P11-gx.

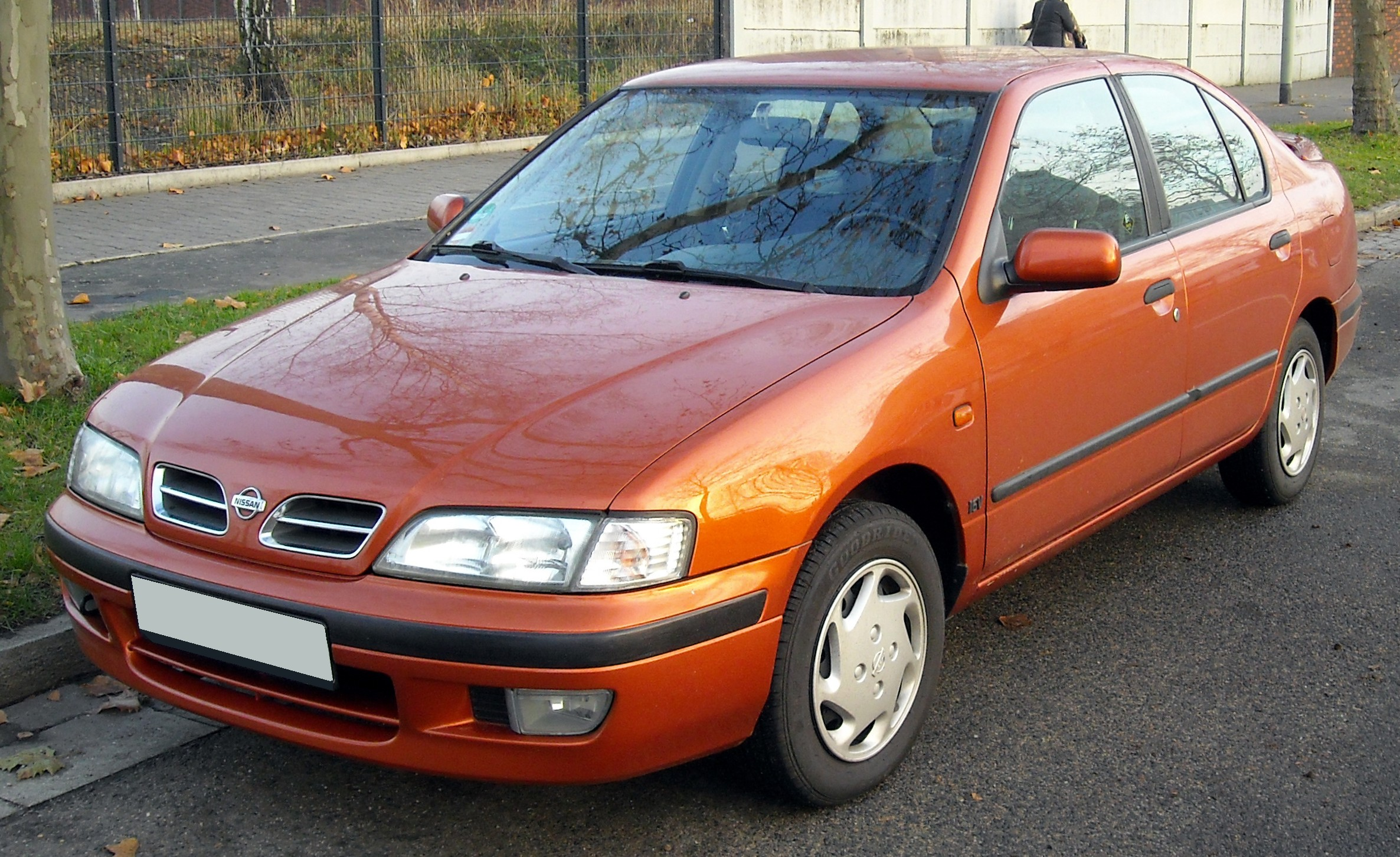
En 2008

La segunda generación del Primera (código de chasis P11-120) fue puesta a la venta en Japón a fines de 1995 y en Europa en septiembre de 1996. Hay un primer rediseño en el 96 que solo duró dos años. A finales del 98 se realizó un segundo rediseño. Además de con cajas manuales y automáticas, se ofrecía también con transmisión variable continua.
Contaba con varias versiones de acabado en carrocería de 4 y 5p: El GX, el SLX y el SE. En el año 97 salieron dos nuevas versiones, el Primera GT y el SI. En el 98 se hicieron algunos cambios, por ejemplo, los paragolpes del primera SLX cambiaron las molduras al color de la carrocería, en el SE se cambió la tapicería y se le pusieron airbag laterales. Y por último, en el 99, el primera GX y SI mejoraron su equipamiento, cambiaron la tapiceria y el SI pasó a llamarse GX Stilo. Un poco más tarde de la salida del primera p11, se lanzó la versión SportWagon, que solo estaba disponible con dos acabados, el SLX y el SRI
Los dos motores de gasolina recibieron modificaciones menores para cumplir con las normas de emisiones. El 2.0 litros recibió una variante de 130 CV de potencia máxima. El diésel 2.0 litros recibió un turbocompresor, que hizo aumentar la potencia máxima a 90 CV.
El Primera P11 recibió cambios en 1997 (P11-b), en los que el motor de gasolina de 1.6 litros aumentó de potencia a 100 CV y se abandonó el 2.0 litros de 115 CV. Aparte de eso, apenas hubo más cambios.

### Primera P11-144

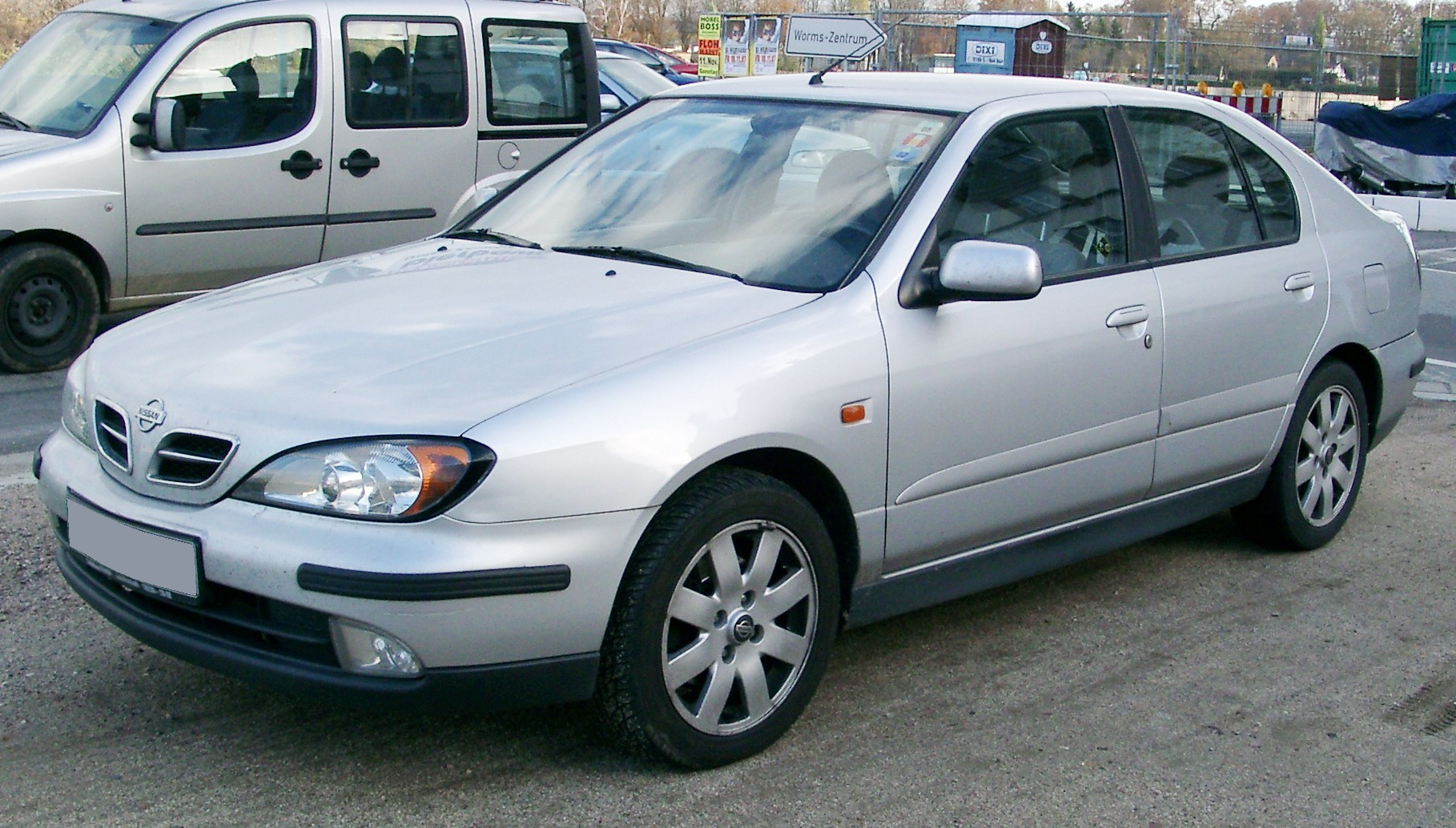
P11-144 en 2007.

A finales de 1999, se realizó un profundo cambio estético por completo en su carrocería, pasando a denominarse P11-144.
Los acabados son los siguientes: Comfort, Elegance, Luxury y Sport. Estaba disponible con carrocería 4p, 5p y SportWagon. 
Este cambio afectó a la carrocería en su totalidad, produciendo formas más redondeadas con las que se actualizaba el coche a los requerimientos del momento. Lo que más destacaba eran los faros con formas curvas simulando pestañas, en los que se introdujeron lentes de "lupa" para las luces cortas. También se renovó el coeficiente aerodinámico.
Se agregó un motor a gasolina de 1.8 litros de mezcla pobre y 114 CV denominado QG18DE y el 2.0 litros de 150 CV pasó a 140 CV, y se eliminó el 2.0 de 130 CV.
Las modificaciones fueron a nivel estructural, en materia de deformación en caso de colisión, consiguiendo mayor protección en caso de impacto, aunque no se sometió a la prueba de choque "Euroncap", mientras que ejes, transmisiones y suspensiones se mantuvieron.
El Primera P11 y P11-144 ganaron varios títulos del Campeonato Británico de Turismos en las temporadas 1998 y 1999.

### Motorizaciones
| Modelo     | Cilindrada | Válvulas | Potencia Máxima       | Par Máximo    | Código   | Años      |
| Gasolina   | Gasolina   | Gasolina | Gasolina              | Gasolina      | Gasolina | Gasolina  |
| ---------- | ---------- | -------- | --------------------- | ------------- | -------- | --------- |
| 1.6        | 1597 cm³   | 16       | 66 kW (90 PS)/ 6000   | 136 Nm / 4000 | GA16DE   | 1996–1997 |
| 1.6        | 1597 cm³   | 16       | 73 kW (100 PS)/ 6000  | 136 Nm / 4000 | GA16DE   | 1997–2000 |
| 1.8        | 1769 cm³   | 16       | 84 kW (114 PS)/ 5600  | 158 Nm / 2800 | QG18DE   | 1999–2002 |
| 2.0        | 1998 cm³   | 16       | 85 kW (115 PS)/ 5600  | 166 Nm / 4800 | SR20De   | 1996–1997 |
| 2.0 SRi/SE | 1998 cm³   | 16       | 96 kW (130 PS)/ 5600  | 173 Nm / 4800 | SR20De   | 1997–1999 |
| 2.0 GT     | 1998 cm³   | 16       | 110 kW (150 PS)/ 6100 | 181 Nm / 4800 | SR20DE   | 1996–1999 |
| 2.0        | 1998 cm³   | 16       | 103 kW (140 PS)/ 5800 | 181 Nm / 4800 | SR20DE   | 1999–2002 |
| Diésel     |            |          |                       |               |          |           |
| 2.0 TD     | 1974 cm³   | 8        | 66 kW (90 PS)/ 4400   | 177 Nm / 2400 | CD20T    | 1996–2002 |

## Tercera generación (2002-2007)

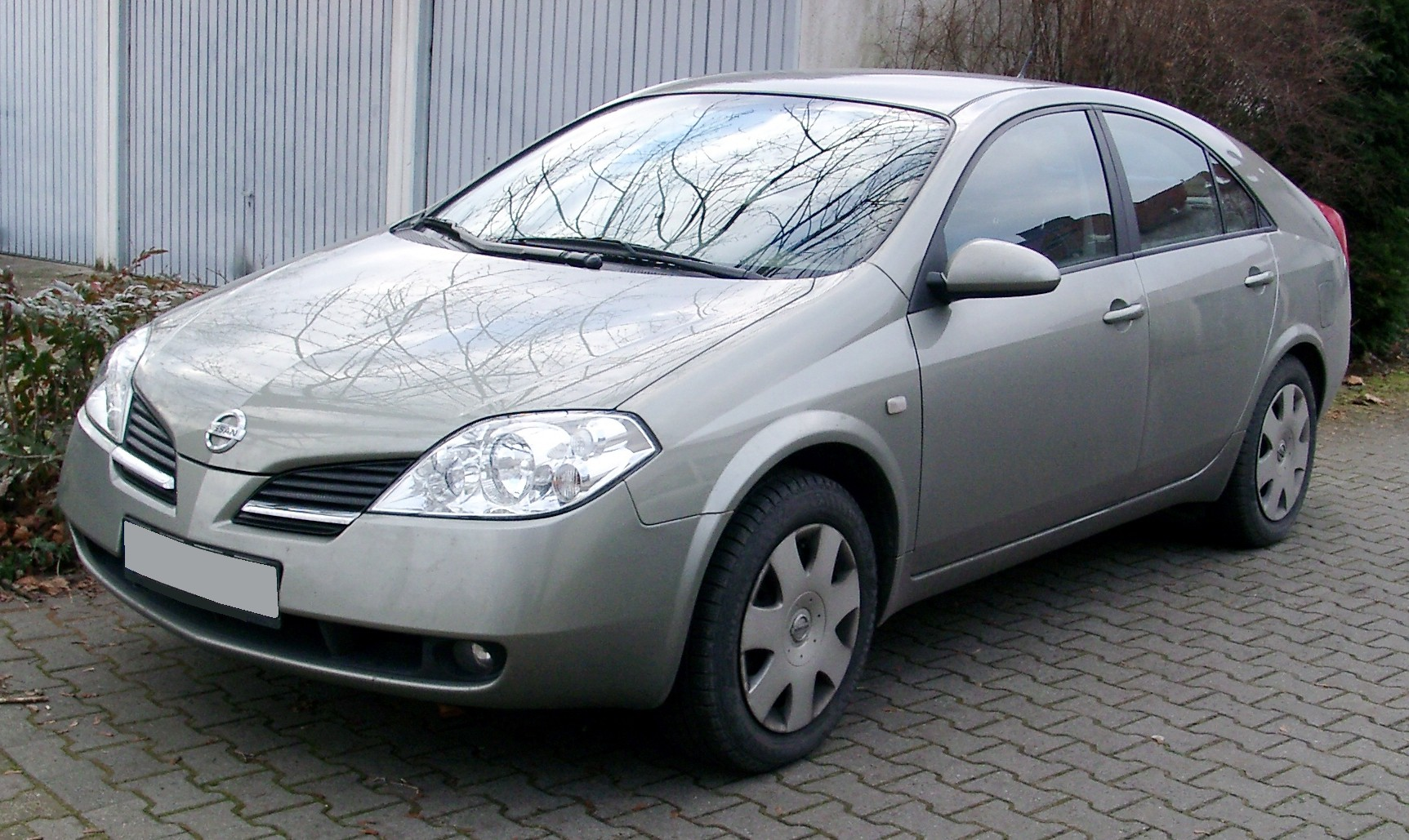
En 2008

La tercera generación del Primera (código de chasis P12) fue producida entre marzo de 2002 y 2007.
Los motores de gasolina son un 1.6 de 109cv, un 1.8 litros de 116 CV y un 2.0 litros de 140 CV. El diésel 2.2 litros de 126 CV fue reemplazado a principios de 2003 por un 1.9 litros de 120 CV y un 2.2 litros de 140 CV, ambos con inyección directa con alimentación por common-rail.